# یورورد
جورورت (به هلندی: Jorwerd) یک منطقهٔ مسکونی در هلند است که در لیتنسرادیل واقع شده‌است. جورورت ۳۴۲ نفر جمعیت دارد.